# Światła postojowe

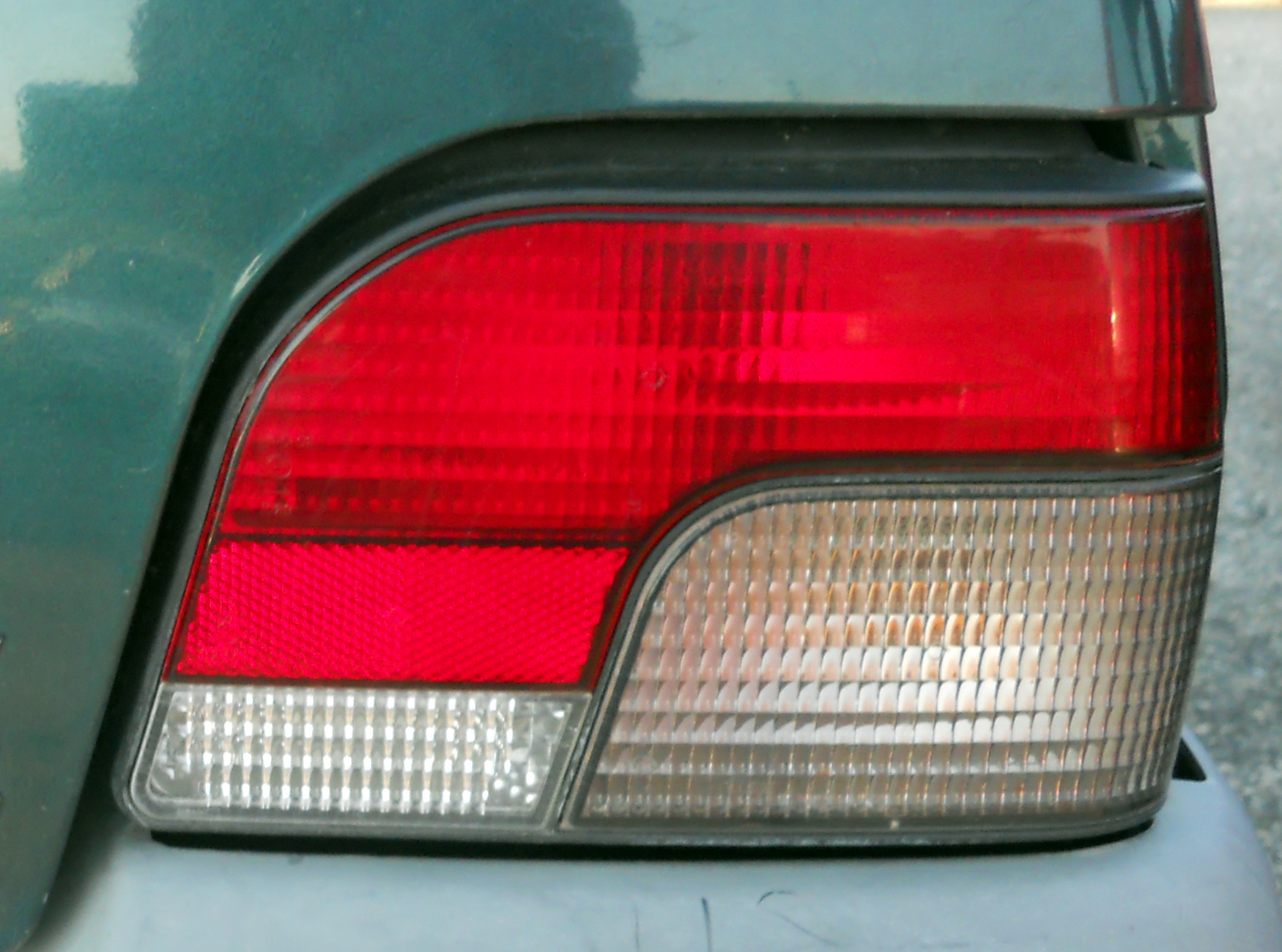
Zespolone światła tylne samochodu Rover 100: stopu, kierunkowskazu, cofania i pozycyjne spełniające funkcję świateł postojowych

Światła postojowe – światła, które są włączane w warunkach niedostatecznej widoczności, w czasie postoju oraz w czasie zatrzymania pojazdu. Dopuszcza się włączenie świateł postojowych jedynie od strony środka jezdni w pojeździe niezłączonym przyczepą oraz w pojazdach o długości nieprzekraczającej 6 m i szerokości nieprzekraczającej 2 m (Dz.U. z 2024 r. poz. 502). W samochodach osobowych stosowane są żarówki o mocy 5 W (najczęściej W5W z przodu i P5W z tyłu (żarówki świateł pozycyjnych)). Światła postojowe nie należą do obowiązkowych elementów samochodu. Często mylone są ze światłami pozycyjnymi. Ich funkcja może być spełniana przez włączenie świateł pozycyjnych przednich i tylnych z jednej strony pojazdu (Dz.U. z 2024 r. poz. 502).

Symbol świateł postojowych

## Sposób włączenia świateł postojowych
Światła postojowe włącza się w samochodach tak jak kierunkowskazy, przy unieruchomionym silniku. W niektórych samochodach światła postojowe włącza się przez ustawienie przełącznika świateł na dodatkową pozycję umożliwiającą włączenie świateł postojowych.